# 애나 클럼스키
애나 클럼스키(Anna Chlumsky, 1980년 12월 3일 ~ )은 미국의 배우이다. 영화 마이 걸 1, 2에서 주인공 베이다(Vada)역을 맡았다.

## 생애
고등학교를 졸업하고 2002년에 시카고 대학교에서 국제 관계로 학사학위를 취득하였으며, 한동안 뉴욕에 있는 식당 평가 회사에서 자갓 서베이를 연구하는 연구원으로 근무했다.
2007년 10월에 아프가니스탄으로 파견나간 군인인 Shaun So와의 약혼 발표를 하였으며, 2008년 3월 8일에 결혼하였다.

### 연기 경력
클럼스키는 광고 회사에 근무하는 어머니의 영향을 받아 어린나이에 연예계 데뷔를 하였다. 1991년에 개봉한 영화 마이 걸과 1994년에 개봉한 마이 걸 2에서 주인공인 베이다(Vada) 역을 맡아 주목을 받았다.
그녀는 영화 크리스티나 리치와 함께 골드 디거즈에도 출연했으며, 쥬라기 공원의 렉스 역을 맡기 위해 스크린 테스트까지 받았으나 배역에서 탈락되었다.
영화 마이 걸 시리즈에서 아버지역으로 나온 댄 애크로이드에 의하면, 콜럼비아 픽처스사에서는 2003년부터 마이 걸 3(My Girl 3)의 대본을 작성을 하고 있다고 밝혔다. 애크로이드는 콜럼비아 픽처스사가 클럼스키에게 출연 계약을 시도하고 있다고 지방 방송 매체에서 말했다. 그러나 아직 기획 단계이고, 현재까지 아무런 성과가 없었다.
클럼스키는 2008년 3월 8일에 시트콤 30 ROCK의 "The Fighting Irish"편에 리즈 레믈러(Liz Lemler) 역으로 출연했다. 또한 NBC 드라마인 러 앤드 오더(Law & Order)에 메리 칼빈(Mary Calvin)역으로 나왔으며, ABC 드라마인 큐피드에도 출연하였다.

## 출연작
- 마이 걸 (1991년)
- 마이 걸 2 (1994년)
- 골드 디거즈 (1995년)
- 30 ROCK (2007년)
- 큐피드 (2009년)